# Richwood (Wisconsin)
Richwood es un pueblo ubicado en el condado de Richland en el estado estadounidense de Wisconsin. En el Censo de 2010 tenía una población de 533 habitantes y una densidad poblacional de 4,86 personas por km².

## Geografía
Richwood se encuentra ubicado en las coordenadas 43°14′44″N 90°36′51″O / 43.24556, -90.61417. Según la Oficina del Censo de los Estados Unidos, Richwood tiene una superficie total de 109.71 km², de la cual 107.84 km² corresponden a tierra firme y (1.7%) 1.87 km² es agua.

## Demografía
Según el censo de 2010, había 533 personas residiendo en Richwood. La densidad de población era de 4,86 hab./km². De los 533 habitantes, Richwood estaba compuesto por el 97.94% blancos, el 0.19% eran afroamericanos, el 0.19% eran amerindios, el 0% eran asiáticos, el 0% eran isleños del Pacífico, el 0.56% eran de otras razas y el 1.13% pertenecían a dos o más razas. Del total de la población el 0.94% eran hispanos o latinos de cualquier raza.